# Chamaedorea schiedeana
Chamaedorea schiedeana är en enhjärtbladig växtart som beskrevs av Carl Friedrich Philipp von Martius. Chamaedorea schiedeana ingår i släktet Chamaedorea och familjen Arecaceae. Inga underarter finns listade i Catalogue of Life.

## Bildgalleri

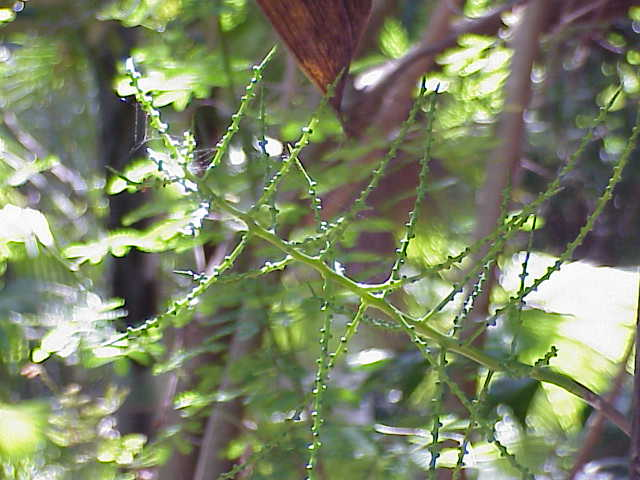
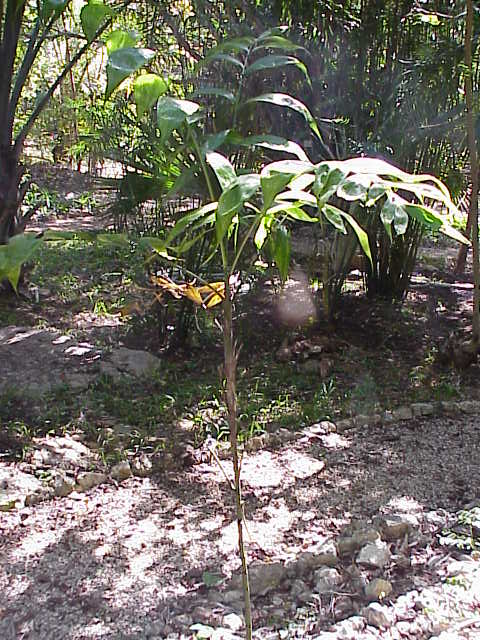